# هشام المؤيد بالله
أبو الوليد هشام المؤيد بالله (354 هـ/965 م - 403 هـ/1013 م) عاشر الحكام الأمويين للأندلس وثالث خلفائهم في قرطبة، خلف أباه الخليفة الحكم المستنصر بالله عام 366 هـ، وهو في سن الثانية عشر تحت وصاية أمه صبح البشكنجية. شهدت خلافته بداية انحسار سطوة دولة بني أمية في الأندلس بعد أن كانت قد بلغت أقصى درجات عظمتها في عهد جده عبد الرحمن الناصر لدين الله وأبيه الحكم، حيث سيطر الحاجب المنصور بن أبي عامر على مقاليد الحكم، وأسس دولة داخل الدولة.
ظل هشام المؤيد بالله اسميًا خليفة للأندلس حتى عام 399 هـ، عندما خلعه ابن عمه محمد المهدي بالله، وظل حبيسًا إلى أن أُعيد للحكم مرة أخرى عام 400 هـ، ولكن لفترة قصيرة حيث قُتل عام 403 هـ.

## خلافته الأولى
لم ينجب الخليفة الحكم المستنصر بالله سوى ولدين عبد الرحمن عام 351 هـ وهشام 354 هـ، إلا أن ابنه الأكبر عبد الرحمن مات صغيرًا، وحزن عليه الحكم كثيرًا. ومنذ عام 364 هـ، دخل الحكم في نوبات مرضية متوالية، مما جعله حريصًا على أخذ بيعة ولاية العهد لابنه هشام في حياته، وهو ما تم في أول جمادى الآخرة 365 هـ، ثم توفي الحكم المستنصر بالله في 3 صفر 366 هـ.
حرص الفتيان فائق وجؤذر كبيرا صقالبة قصر الخلافة على كتمان الخبر، حيث كانت لهما خطة مفادها تنحية وليّ العهد الصبي هشام، وتولية عمه المغيرة بن عبد الرحمن الناصر لدين الله بدلاً منه. استدعى الفتيان الحاجب جعفر بن عثمان المصحفي وأنبآه بخبر وفاة الخليفة، ومخططهما بتولية المغيرة. تظاهر المصحفي باستحسان رأيهما لخشيته من نفوذ الصقالبة الذين يبلغ عددهم زهاء الألف في القصر، وما أن انصرف حتى استدعى كبار رجال الدولة وشيعته من زعماء البربر، وعرض عليهم مخطط الصقالبة. استقر المجتمعون على ضرورة التحرك السريع لإفشال هذا المخطط، لكي لا تقوى شوكة الصقالبة في الدولة، خاصة وأن الخليفة المقترح مرشحهم وسيكون لهم الحظوة عنده وستكون لهم مقاليد الأمر. اقترح البعض قتل المغيرة بن عبد الرحمن نفسه لقطع السبيل أمام الصقالبة، وهو ما قامت جماعة منهم بقيادة محمد بن أبي عامر بتنفيذها على وجه السرعة، لينتهي الأمر بمقتل المغيرة في يوم وليلة، وتنصيب ولي العهد هشام خلفًا لأبيه الراحل، وانتهاء محاولة الصقالبة السيطرة على الخلافة.
بتولي هشام الخلافة وهو في سن الثانية عشر، أصبحت أمه صبح البشكنجية وصية على ملك ولدها، وأصبحت السلطة الفعلية في أيدي رجلين وهما الحاجب جعفر المصحفي وقائد الشرطة محمد بن أبي عامر الذي كان على صلة وطيدة بأم الخليفة الجديد. مكّنته هذه العلاقة من الانقلاب على الحاجب المصحفي بالتدريج خلال عامين انتهت بمرسوم استصدره ابن أبي عامر باسم الخليفة يأمر بزجّ المصحفي وآله في السجن ومصادرة أموالهم، وانتهى به الأمر مقتولاً في السجن بعد ذلك بأعوام، ثم أقصى أم الخليفة نفسها وحجر على الخليفة هشام ومنعه من الاختلاط بالناس أو الخروج من قصره إلا بإذنه، وإن خرج ألبس ثوبًا يخفي شخصيته ومن حوله جند كثيف يمنع أحد من رؤيته أو الاقتراب منه. وقيل أن سبب حجبه عن الناس أنه كان قليل العقل، يصدق ما لا يكون، جاءه شخص بحافر حمار وقال هذا حافر حمار العزير، فأعطاه مالاً كثيرًا، وجاءه آخر بحجر وقال هذا من صخرة المعراج، وجاءه ثالث بشعر وقال هذا شعر الرسول، فلذلك حجبه المنصور عن الناس.
استمرت حالة هشام كخليفة مسلوب الإرادة طوال حياة محمد بن أبي عامر، ومن بعده ابنه عبد الملك الذي خلف أباه المنصور في الحجابة وكافة مناصبه. ومن بعدهما ابنه الثاني عبد الرحمن شنجول، الذي وصل لأبعد من ذلك، ففي ربيع الأول 399 هــ ضغط شنجول على هشام ليعلنه وليًا لعهده خاصة وأن هشام لم يكن له ولد، وهو ما تم له من خلال مرسوم خلافي.
أثار ذلك حفيظة الكثيرين خاصة أمراء بني أمية الذين رأوا في ذلك، إنهاء لولاية أسرتهم الشرعية على حكم الأندلس، فدبروا مكيدة بقيادة أمير منهم يدعى محمد بن هشام بن عبد الجبار بن عبد الرحمن الناصر كان يكن بغضًا لبني عامر، لتسببهم في إعدام أبيه قبل ذلك بأعوام بعد أن اتهموه بتدبير انقلاب على الحكم. وفي 16 جمادى الآخرة 399 هـ، استغل محمد بن هشام خروج عبد الرحمن شنجول في حملة عسكرية على الممالك المسيحية في الشمال، وهاجم في جمع من أصحابه قصر قرطبة الذي كان يتواجد فيه الخليفة هشام المؤيد بالله في تلك الفترة، وأجبره على خلع نفسه واختار الأمويين محمد بن هشام ليخلفه، ليصبح الخليفة الأموي الرابع في الأندلس والذي لقّب نفسه بالمهدي بالله.

## الفوضى وخلافته الثانية
عمد محمد المهدي بالله إلى سجن هشام المؤيد بالله في القصر أولاً ثم نقله إلى بعض منازل قرطبة، ثم استغل المهدي بالله في شعبان 399 هـ وفاة رجل نصراني أو يهودي شديد الشبه بهشام المؤيد بالله، فأعلن وفاة الخليفة السابق وأحضر عدد من الوزراء والفقهاء شهدوا بوفاة هشام. أعقب ذلك فترة من الفوضى والنزاع بين أمراء بني أمية، نتج عنها خلع المهدي بالله على يد قوات من البربر وحليفهم سانشو غارسيا كونت قشتالة ليتولي أمير آخر يدعى سليمان بن الحكم، ثم ما لبث أن نجح المهدي بالله بقواته في استعادة ملكه مستعينًا بحليفيه ريموند بورل كونت برشلونة وشقيقه إرمنغول الأول كونت أورقلة. لم تهدأ الأمور عند هذا الحد، فقد أعاد البربر تنظيم صفوفهم، واشتبكوا مع قوات المهدي بالله وحلفائه وألحقوا بهم الهزيمة. اضطر المهدي بالله على إثر هزيمته للانسحاب إلى قرطبة، وتخلى عنه حلفاؤه. وفي 8 ذي الحجة 400 هـ، ثار عليه الفتيان العامريين موالي بني عامر، وهاجموه في قصره واحتزّوا رأسه وأخرجوا هشام المؤيد بالله من محبسه ونصّبوه خليفة من جديد.
حاول هشام المؤيد بالله أن ينهي حالة الاضطراب وتوحيد الصفوف مجددًا، بأن بعث برأس المهدي بالله إلى البربر وقائدهم سليمان المستعين بالله ليدعوهم إلى طاعته، إلا أنهم رفضوا وتمسّكوا بتولية سليمان المستعين بالله، وحاولوا الاستعانة بحليفهم القديم سانشو غارسيا كونت قشتالة الذي رفض هذه المرة معاونتهم. لم يجد البربر بُدًّا من القتال وحدهم، فهاجموا مدينة الزهراء وخربوها في ربيع الأول 401 هـ، واستمر احتلالهم للمدينة حتى أواخر شعبان، واتخذوها قاعدة لمهاجمة أرباض قرطبة وأحواز غرناطة ومالقة.
من جهة أخرى، استغل سانشو غارسيا كونت قشتالة الفرصة وأرسل رسله لمطالبة هشام المؤيد بالله بإعادة الحصون الحدودية التي كان أباه الحكم والحاجب المنصور قد افتتحوها مثل شنت إشتيبن ووخشمة وغرماج وقلونية وغيرها، والتي كانت تمثل خط الدفاع الأول للأندلس في مواجهة الممالك المسيحية في الشمال. ولخشية المؤيد بالله من تحالف كونت قشتالة مع خصومه البربر، قرر التنازل عن تلك الحصون التي بلغت نحو المائتي حصن لكونت قشتالة. في نفس الوقت، شدّد البربر حصارهم على قرطبة، وفشلت كل مساعي التفاوض والمصالحة بين المؤيد بالله والبربر، واستمر الحصار على قرطبة حتى ضجّ سكان المدينة، واشتبكوا مع البربر في 26 شوال 403 هـ في معركة عظيمة انتهت بانتصار البربر واستباحتهم قرطبة، وفي اليوم التالي، جلس سليمان المستعين بالله للمرة الثانية على كرسي الخلافة، أما مصير هشام المؤيد بالله فمختلف عليه، فهناك من قال بأن سليمان المستعين بالله حبسه لفترة ثم قتله ابنه محمد بن سليمان، وقال آخرون بأنه فرّ إلى ألمرية وعاش متخفيًا ذليلاً حتى وفاته.

## شخصيته
وصفه ابن عذاري قائلاً: «كان أبيض، أشهل، أعين، خفيف العارضين، لحيته إلى الحُمرة، حسن الجسم، قصير الساقين، مائل إلى العبادة والانقباض، مقبل على تلاوة القرآن ودرس العلوم، كثير الصدقات على أهل الستر من الضعفاء والمساكين.» وقد وصف ابن حزم حاله في خلافته بأنه: «كان مُتغلبًا عليه، لا أمر ولا نهي.» وكان نقش خاتمه: «هشام بن الحكم بالله يعتصم.» وقد توفي هشام المؤيد بالله دون أن يعقب.